# Ясне озеро (фільм)
«Ясне озеро» — кінофільм режисера Брайана Іді, що вийшов на екрани в 2009 році.

## Зміст
У середині дев'яностих серед жителів невеликого містечка Ясне Озеро почали проявлятися симптоми незвичайної і смертельно небезпечної хвороби. До моменту, коли влада відреагувала на загрозу, вже були жертви і зниклі без сліду. Через багато років про події того часу вирішують зняти документальну стрічку. Знімальна група і четверо містян, що вижили, повертаються в покинуте поселення, де з ними починають відбуватися жахливі речі ...

## Ролі
| Актор           | Роль |
| --------------- | ---- |
| Дастін Бут      | -    |
| Морган Сімпсон  | -    |
| Гріннелл Морріс | -    |
| Ши Не Нільсон   | -    |
| Карла Тоутз     | -    |
| Хезер Сімпсон   | -    |
| Майкл Медсен    | -    |
| Жаклін Арройо   | -    |
| Карсон Він      | -    |
| Майк Басон      | -    |

## Знімальна група
- Режисер — Брайан Іді
- Сценарист — Джефф Балленс, Морган Сімпсон
- Продюсер — Брайан Іді, Морган Сімпсон, Уілл Уоллес
- Композитор — Ашиш Патхак